# 20 × 99 мм R
20-мм патрон к пушке ШВАК — советский патрон к авиационной пушке, разработанный в 1930-е годы на базе 12,7-мм патрона к крупнокалиберному пулемёту ШВАК.

## Описание
В 20-мм патронах к пушке ШВАК применена латунная гильза цилиндрической формы с закраиной в донной части, выступающей за тело гильзы. Извлечение такой гильзы после выстрела было затруднено, так как оно начиналось при некотором остаточном давлении пороховых газов в канале ствола, когда стенки гильзы были ещё прижаты к стенкам патронника. По этой причине часто случались поперечные разрывы гильзы и обрывы закраин. А это в свою очередь приводило к утыканию очередного патрона и к прекращению автоматической стрельбы.
20-мм патроны комплектовали применявшимися в наземной артиллерии высокочувствительным головным взрывателем мгновенного действия непредохранительного типа МГ-3. Но МГ-3 иногда давал преждевременные разрывы снарядов в стволе пушки.
В конце 1936 г. МГ-3 был заменён взрывателем МГ-201, который имел более высокие чувствительность и мгновенность действия; вылетающий центробежный предохранитель был изъят. Но всё же взрыватель МГ-201 не удовлетворял требованиям по безопасности, так как взводился в канале ствола пушки.
В 1938 г. взрыватель был заменён более чувствительным взрывателем К-6, безотказно срабатывавшим при встрече с перкалевой обшивкой самолётов и отличавшимся большим быстродействием. Взрыватель К-6 имел механизм, обеспечивающий его взведение только после вылета снаряда из ствола пушки (на расстоянии 0,3-0,5 м от дульного среза), что практически исключало случаи преждевременного разрыва снаряда в стволе пушки.
Несмотря на многочисленную модернизацию снарядов, их действие было достаточно слабо для калибра 20 мм.